# حشر (سوره)
سوره حَشْر سوره ۵۹ از قرآن است و ۲۴ آیه دارد. سوره حشر از سوره‌های هفت گانه «‌مُسَبِّحات‌» است که با تسبیح و نیایش الهی یعنی «‌سَبَّحَ لله‌» آغاز می‌گردد.
این سوره که بیشتر ناظر به داستان مبارزه مسلمانان با جمعی از یهود به نام «یهودیان بنی‌نضیر» و سرانجام منتهی به بیرون راندن همه آنها از مدینه شد. این سوره تناسب بسیار نزدیکی با آخرین آیات سوره مجادله دارد که وعده پیروزی در آن به «حزب‌الله» داده شده است.
برخی مفسران این سوره را در شش بخش خلاصه کرده‌اند:

بخش اول: تنها یک آیه است و مقدمه‌ای برای مباحث مختلف این سوره محسوب می‌شود و سخن از تسبیح و تنزیه عمومی موجودات در برابر خداست.

بخش دوم: که از آیه ۲ تا ۱۰ است ماجرای درگیری مسلمانان را با یهود پیمان شکن مدینه بازگو می‌کند.

بخش سوم: از آیه ۱۱ تا ۱۷ می‌باشد که داستان منافقان مدینه آمده است که با یهود در این برنامه همکاری نزدیک داشته‌اند.

بخش چهارم: شامل چند آیه بوده که مشتمل بر یک سلسله اندرزها و نصایح کلی نسبت به عموم مسلمانان است و در حقیقت به منزله نتیجه‌گیری از ماجراهای فوق است.

بخش پنجم: که فقط یک آیه است (آیه ۲۱) توصیفی است از قرآن مجید و بیان تاثیر آن در پاکسازی روح و جان.

بخش ششم: آیات ۲۲ تا ۲۴ این سوره می‌باشد که قسمت مهمی از اوصاف جمال و جلال خدا را بیان می‌دارد.
نام این سوره از آیه دوم آن گرفته شده که سخن از «حشر» یعنی اجتماع یهود برای کوچ کردن از مدینه یا حشر مسلمین برای بیرون راندن آنها به میان آمده است، و از اینجا روشن می‌شود که این حشر ارتباطی با حشر در قیامت ندارد.
برخی نام این سوره را سوره بنی نضیر گفته‌اند. زیرا قسمت عمده‌ای از آیاتش پیرامون آنهاست.

## شأن نزول
در سرزمین مدینه سه گروه از یهود زندگی می‌کردند «بنی نضیر» و «بنی قریظه» و «بنی قینقاع» و گفته می‌شود که آنها اصلاً اهل حجاز نبودند ولی چون در کتب مذهبی خود خوانده بودند که پیامبری از سرزمین مدینه ظهور می‌کند به این سرزمین کوچ کردند و در انتظار این ظهور بزرگ بودند.
هنگامی که پیامبر اسلام به مدینه هجرت کرد، با آنها پیمان عدم تعرض بست ولی آنها هر زمان فرصتی یافتند از نقض این پیمان فروگذار نکردند.

از مهمترین توطئه‌های آنها علیه محمد این مواردند:

۱- پیمان اتحاد کعب بن اشرف (بزرگ یهود) با ابوسفیان جهت نابودی محمد پس از جنگ احد.

۲- توطئه «عمرو بن جحاش» از یهودیان قبیله بنی نضیر جهت کشتن محمد با استفاده از سنگ.

۳- سرودن شعرهای هجو و بدگویی علیه محمد از جانب شعرای بنی نضیر.

پس از تمامی این توطئه‌ها لشکری از مسلمین به مدت چند روز قلعه مستحکم یهودیان را محاصره کردند و با به آتش کشیدن نخل‌های اطراف قلعه و نابودی آنها پس از چند روز یهودیان را وادار به تسلیم نموده و بدون جنگ و خونریزی پیروز شدند.
پس از این پیروزی و با پیشنهاد محمد بن عبدالله، یهودیان مدینه را ترک گفته و مقداری از اموال خود را به همراه بردند و مقداری را نابود ساختند. جمعی به سوی «اذرعات» شام و تعداد کمی به سوی «خیبر» و گروهی به «حیره» رفتند و باقیمانده اموال و اراضی و باغات و خانه‌های آنها به دست مسلمین افتاد.